# Pliopedia
Pliopedia es un género extinto de mamífero carnívoro odobénido, relacionado con las morsas actuales, que solo incluye a una especie, P. pacifica, nombrada por Remington Kellog en 1921. Está basada en el espécimen holotipo C 537 conservado en la Universidad de Stanford, y fue hallado en el condado de San Luis, Central Valley, California en Estados Unidos, procedente de estratos rocosos de la Formación Paso Robles, la cual data del Plioceno superior. Los fósiles descubiertos incluyen el húmero, radio, cúbito, tres metacarpos, dos metatarsos y tres falanges.